# IC 918
IC 918 — галактика типу *2 (подвійна зірка) у сузір'ї Велика Ведмедиця.
Цей об'єкт міститься в оригінальній редакції індексного каталогу.